# Церковь Троицы Живоначальной (Чуфарово)
Церковь Троицы Живоначальной — бывшая приходская церковь в селе Чуфарово Майнского района Ульяновской области, Симбирской епархии Симбирской митрополии Русской православной церкви. С 1999 года — памятник градостроительства и архитектуры РФ.

## История
В 1737 году, взамен деревянной построенной в 1677 году церкви Николая Чудотворца, был построен тёплый каменный храм, с тем же престолом — во имя Святителя и Чудотворца Николая. Другой холодный каменный храм был построен рядом в 1789 — 1802 годах помещиком Михаилом Максимовичем Куроедовым, с престолом — во имя Св. Троицы. При обоих храмах была одна каменная колокольня. Причт состоял из священника и псаломщика.
Храм был закрыт и разграблен в 1930-е годы. Тогда же разобрали колокольню. Здание приспособили под склад потребкооперации. Сейчас церковь заброшена, пустует и разрушается. В 2009 году храм во имя Святой Троицы был законсервирован, а Никольский храм в 2009 году начали восстанавливать под руководством иерея Игоря Пашенцева. В 2010 году к нему была пристроена деревянная колокольня. Но  в 2012 году иерея Игоря перевели в другой приход, а на Рождество 2013 года церковь сгорела.
Распоряжением Главы администрации Ульяновской области от 29.07.1999 № 959-р. «Церковь Святой Троицы (православный храм) 1799—1802 гг.», поставлена на государственную охрану как выявленный объект культурного наследия (памятник истории и культуры).

## Описание
Церкви Святой Троицы и Николая Чудотворца стоят рядом на въезде в село. Троицкий храм состоит из квадратного в плане бесстолпного храма с полукруглой апсидой и небольшой прямоугольной трапезной, примыкающей к храму с запада. Колокольня не сохранилась. Храм перекрыт сомкнутым сводом, апсида — конхой, а трапезная — цилиндрическим сводом с распалубками над окнами. Габариты здания: 25,8 х 11,4; размеры кирпича: 24 х 14 х 7 см. Традиционный тип храма с трапезной и колокольней. Имеет геометрически правильный и простой план, при котором достигнут чёткий и выразительный объём. Наружные поверхности стен были оштукатурены, цоколь облицован белокаменными блоками. В окна вставлены кованые решётки. При постройке фасадов использовался свободно переработанный дорический ордер. Особенностью декора является контраст гладких поверхностей стен и ритмически расположенных крупных декоративных деталей. Изнутри церковь была оштукатурена. Верх стен у основания свода украшен профилированным лепным карнизом, в вершине свода располагается лепной круглый медальон. Пол выложен цветной орнаментальной метлахской плиткой.

## Духовенство
- протоиерей Сергий Знаменский, священомученик, служил в церкви с 1918 по 1921 гг.[7][8]

## Галерея

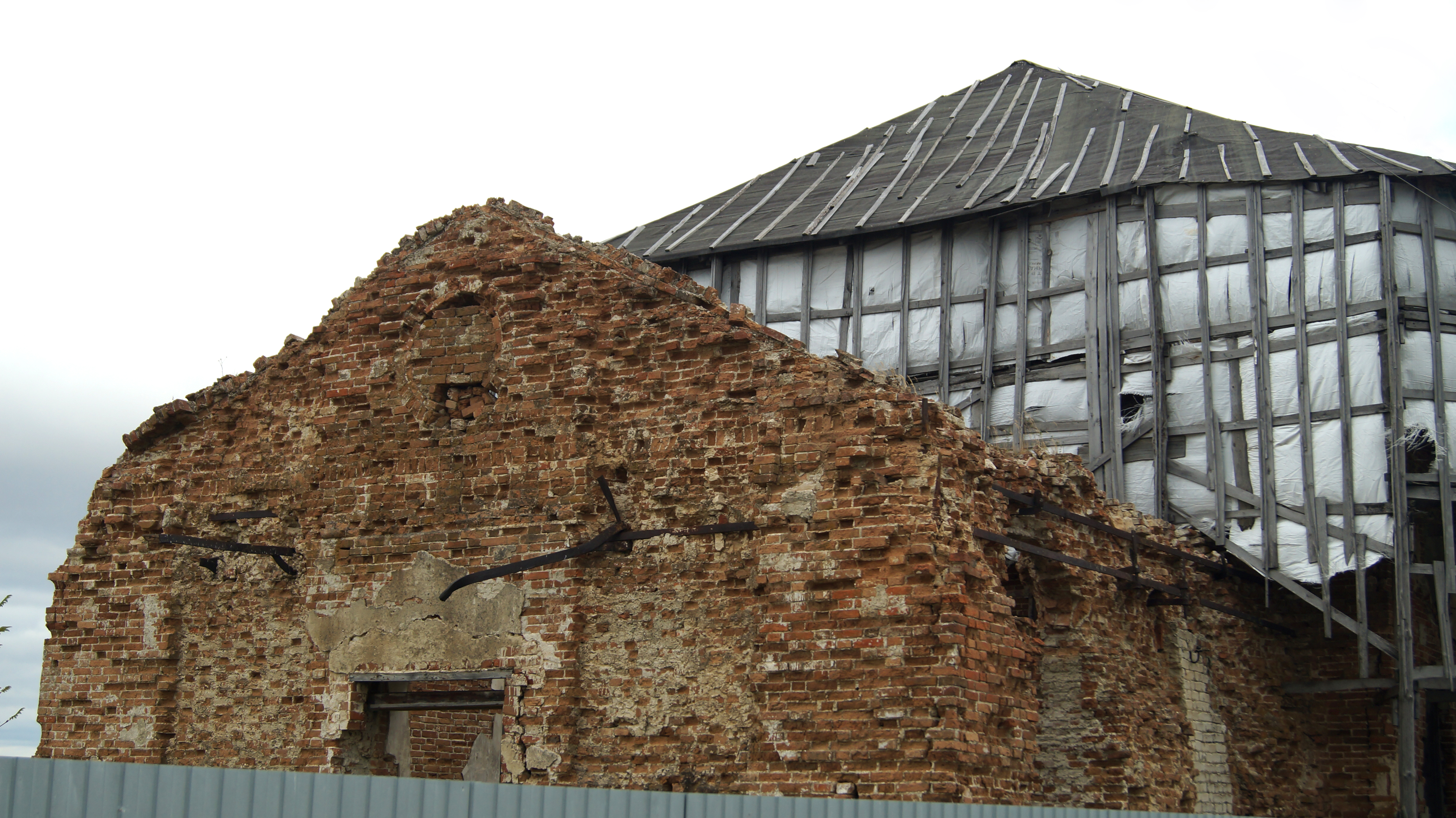
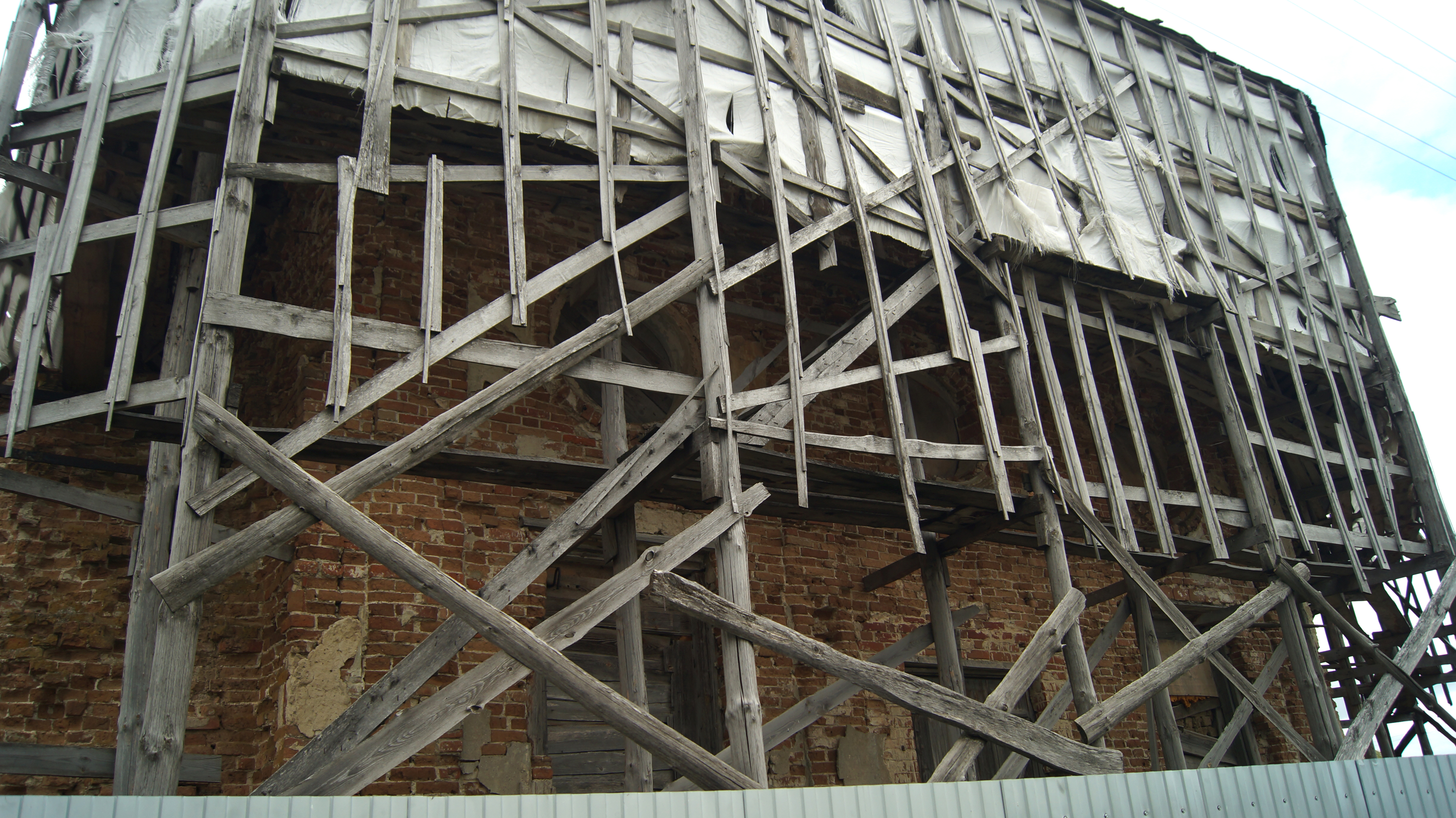
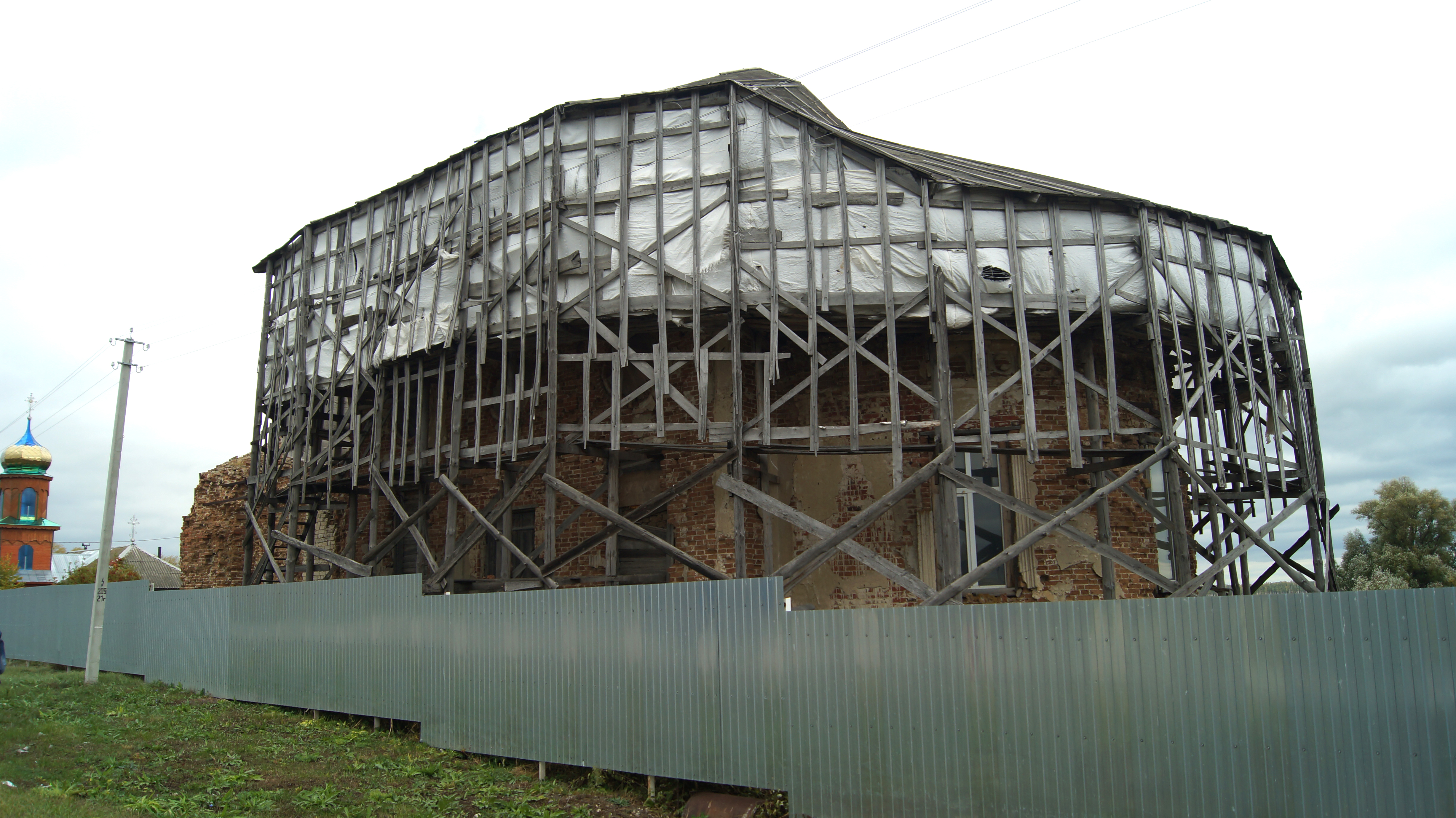
Троицкая церковь и рядом - Никольская церковь в Чуфарово.
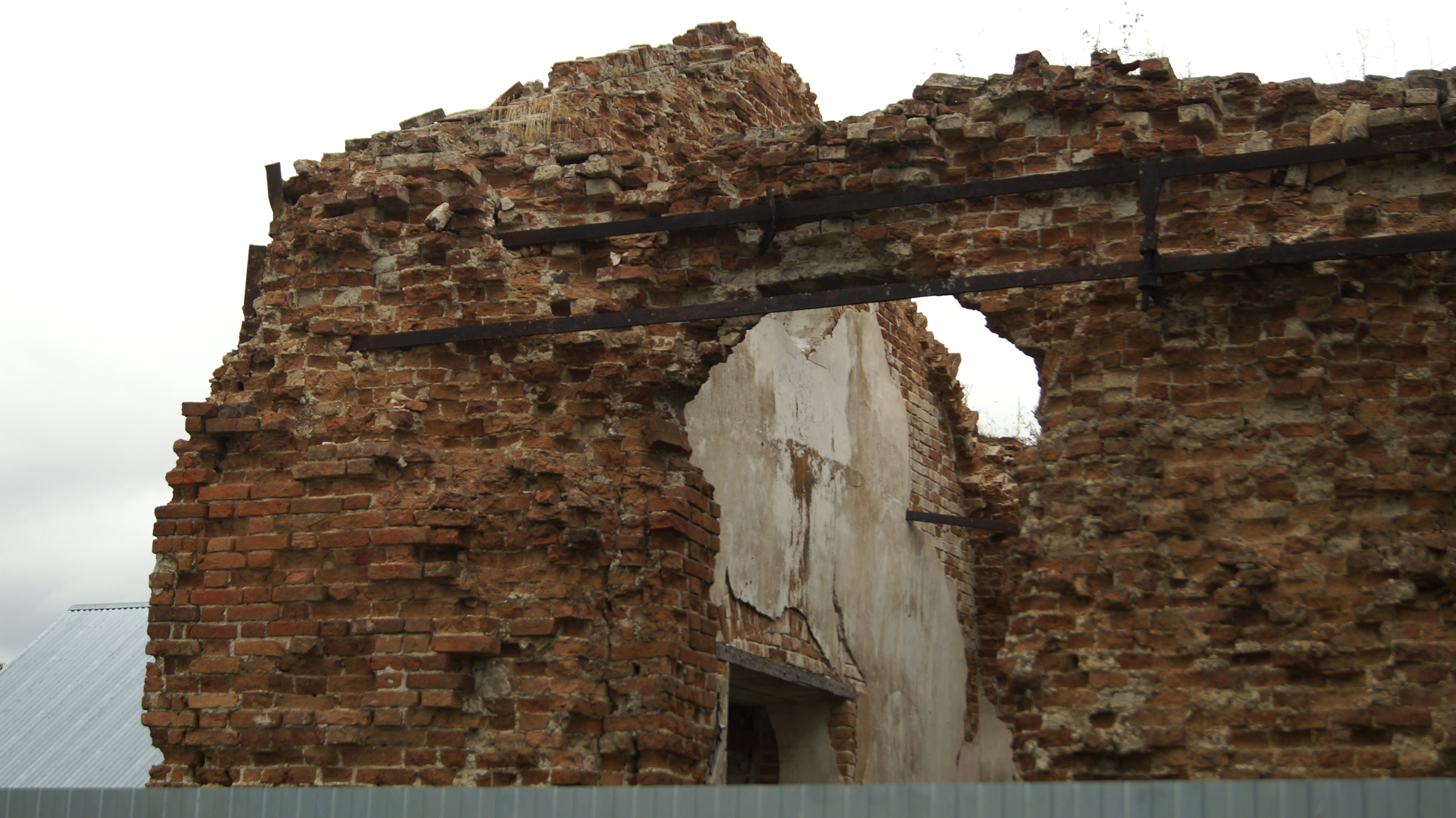
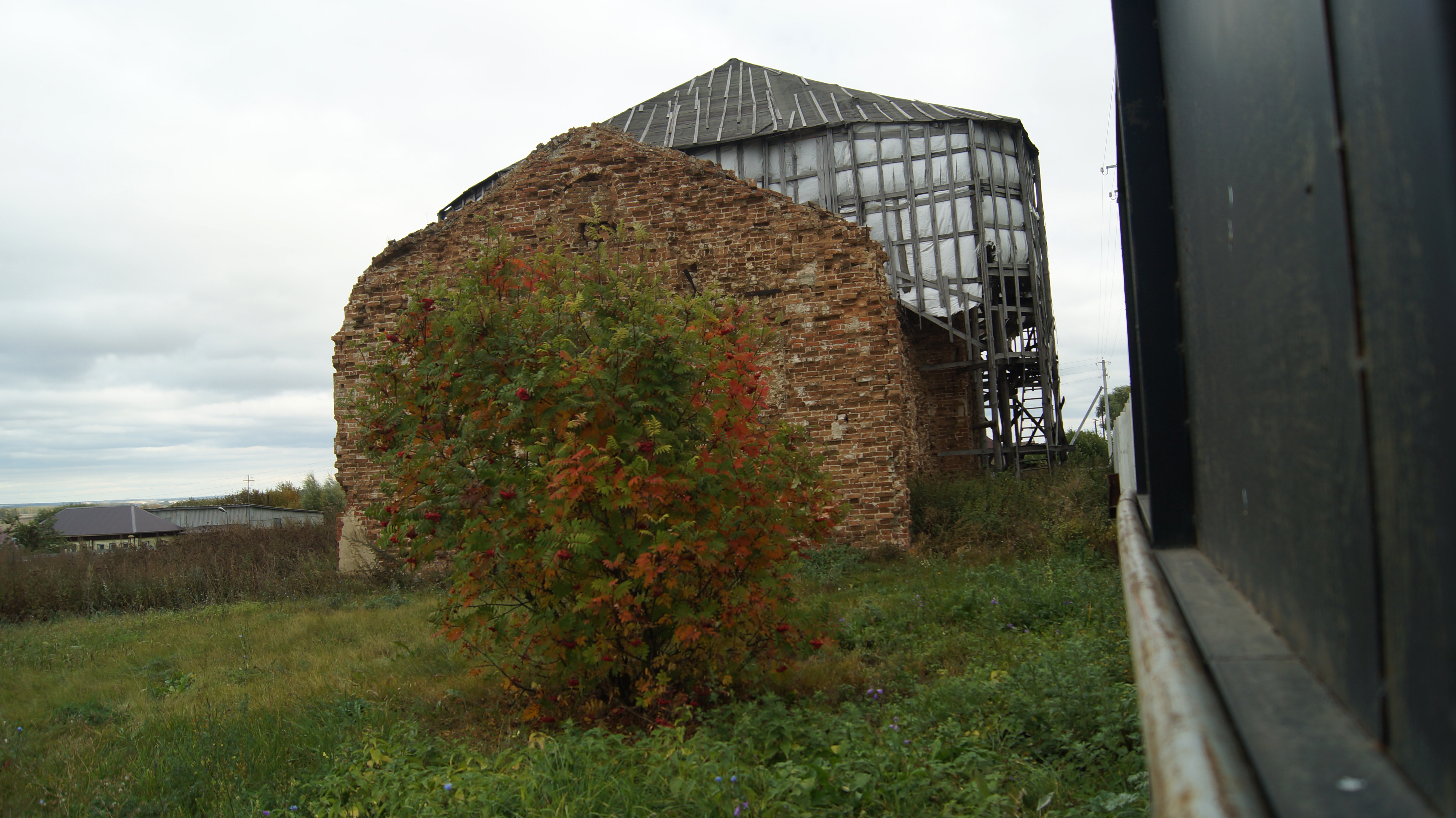